# Каддо (парафія)
Шаблон:StateAbbr_ 32°35′ пн. ш. 93°53′ зх. д. / 32.58° пн. ш. 93.88° зх. д.
Округ  Каддо (англ. Caddo Parish) — округ (парафія) у штаті  Луїзіана, США. Ідентифікатор округу 22017.

## Історія
Парафія утворена 1838 року.

## Демографія
За даними перепису 
2000 року 
загальне населення округу становило 252161 осіб, зокрема міського населення було 212126, а сільського — 40035.
Серед мешканців округу чоловіків було 119213, а жінок — 132948. В окрузі було 97974 домогосподарства, 64980 родин, які мешкали в 108296 будинках.
Середній розмір родини становив 3,11.
Віковий розподіл населення поданий у таблиці:
| Стать    | До 15 років | 15-21 | 22-29 | 30-39 | 40-49 | 50-65 | 65-85 | Понад 85 |
| -------- | ----------- | ----- | ----- | ----- | ----- | ----- | ----- | -------- |
| Чоловіки | 28345       | 13494 | 13158 | 16031 | 17572 | 17402 | 12017 | 1194     |
| Жінки    | 27047       | 13759 | 14180 | 17328 | 19463 | 19938 | 17832 | 3401     |

## Суміжні округи
- Міллер, Арканзас — північ
- Лафаєтт, Арканзас — північний схід
- Боссьєр — схід
- Ред-Ривер — південний схід
- Де-Сото — південь
- Панола, Техас — південний захід
- Гаррісон, Техас — захід
- Маріон, Техас — захід
- Кесс, Техас — північний захід

## Виноски
1. ↑  U.S. Decennial Census. United States Census Bureau. Архів оригіналу за 26 квітня 2015. Процитовано 27 серпня 2014.
2. ↑  Historical Census Browser. University of Virginia Library. Архів оригіналу за 12 грудня 2009. Процитовано 27 серпня 2014.
3. ↑  Population of Counties by Decennial Census: 1900 to 1990. United States Census Bureau. Архів оригіналу за 15 вересня 2014. Процитовано 27 серпня 2014.
4. ↑  Census 2000 PHC-T-4. Ranking Tables for Counties: 1990 and 2000 (PDF). United States Census Bureau. Архів оригіналу (PDF) за 18 грудня 2014. Процитовано 27 серпня 2014.
5. ↑  State & County QuickFacts. United States Census Bureau. Архів оригіналу за 7 липня 2011. Процитовано 20 серпня 2013.(англ.) Наведено за англійською вікіпедією.
6. ↑  American FactFinder. Бюро перепису населення США. Архів оригіналу за 29 липня 2011. Процитовано 31 січня 2008.

| США | Це незавершена стаття з географії США. Ви можете допомогти проєкту, виправивши або дописавши її. |